# Ba ba trơn
Ba ba trơn hay ba ba hoa (Pelodiscus sinensis) là một loài ba ba đặc hữu của Trung Quốc (Nội Mông đến Hải Nam), với sự ghi nhận về những cá thể đã trốn thoát — một số đã thành lập quần thể du nhập — ở nhiều nước châu Á khác, cũng như Tây Ban Nha, Brazil và Hawaii. Đây là loài ba ba phổ biến nhất ở Việt Nam.
Các quần thể có nguồn gốc từ đông bắc Trung Quốc, Nga, Hàn Quốc và Nhật Bản trước đây được bao gồm trong loài này, nhưng hiện được coi là riêng biệt với loài rùa mai mềm bắc Trung Quốc (P. maackii). Hơn nữa, các quần thể bản địa hóa ở Quảng Tây và Hồ Nam (nơi có loài ba ba trơn), cũng như Việt Nam, được công nhận là loài rùa mai mềm Trung Quốc nhỏ (P. parviformis) và rùa mai mềm Trung Quốc (P. axenaria).
Ba ba trơn là một loài sắp nguy cấp, bị đe dọa bởi sự mất môi trường sống và bị thu thập để làm thức ăn như súp rùa. Hàng triệu con hiện đang được nuôi, đặc biệt là ở Trung Quốc, để hỗ trợ ngành công nghiệp thực phẩm, và nó là loài rùa quan trọng nhất về mặt kinh tế trên thế giới.

## Mô tả
Những con cái có thể dài tới 33 cm, trong khi những con đực nhỏ hơn đạt 27 cm, tuy nhiên có đuôi dài hơn con cái. Chúng trưởng thành ở độ dài mai là 18–19 cm. Chúng có chân màng để bơi. Chúng được gọi là "mai mềm" vì mai của chúng không có vảy sừng. Vỏ bằng da và mềm, đặc biệt là ở hai bên. Phần trung tâm của mai có một lớp xương rắn bên dưới, giống như ở các loài rùa khác, nhưng không có ở rìa ngoài. Chiếc mai nhẹ và linh hoạt của những con rùa này cho phép chúng di chuyển dễ dàng hơn trong vùng nước hở, hoặc đáy hồ đầy bùn.
Mai của chúng có màu ô liu và có thể có những đốm sẫm màu. Phần dưới mai có màu đỏ cam, và cũng có thể có các đốm đen lớn. Các chi và đầu có mặt lưng màu ô liu với các chi trước nhẹ hơn và các chi sau có màu đỏ cam ở bụng. Có những đốm đen trên đầu và những đường sẫm màu tỏa ra từ mắt. Cổ họng có đốm và có thể có những vạch nhỏ, sẫm màu trên môi. Một cặp đốm sẫm màu được tìm thấy ở phía trước của đuôi cũng như một dải màu đen ở phía sau của mỗi đùi.

## Phân bố và sinh cảnh

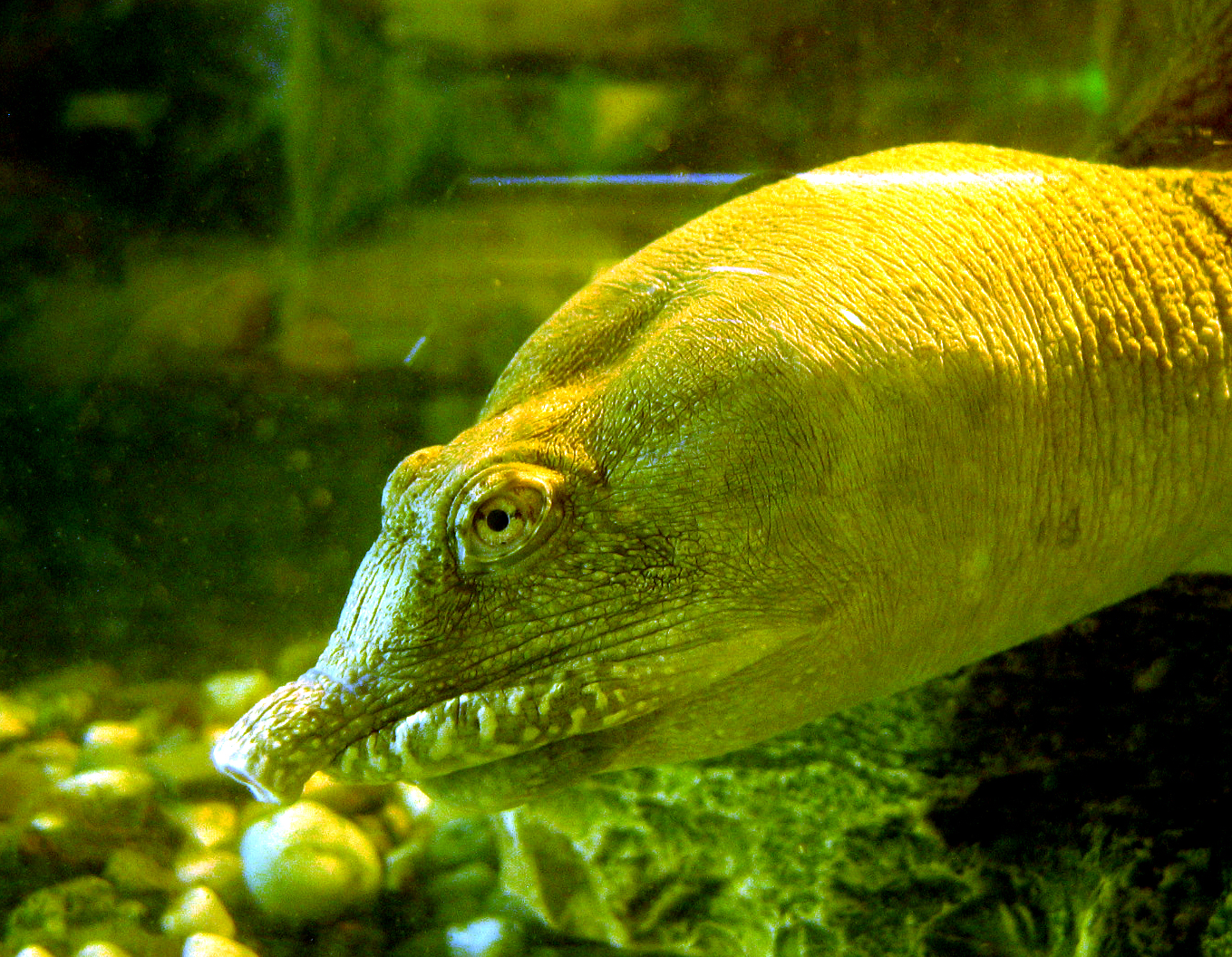
Pelodiscus sinensis

### Phân bố

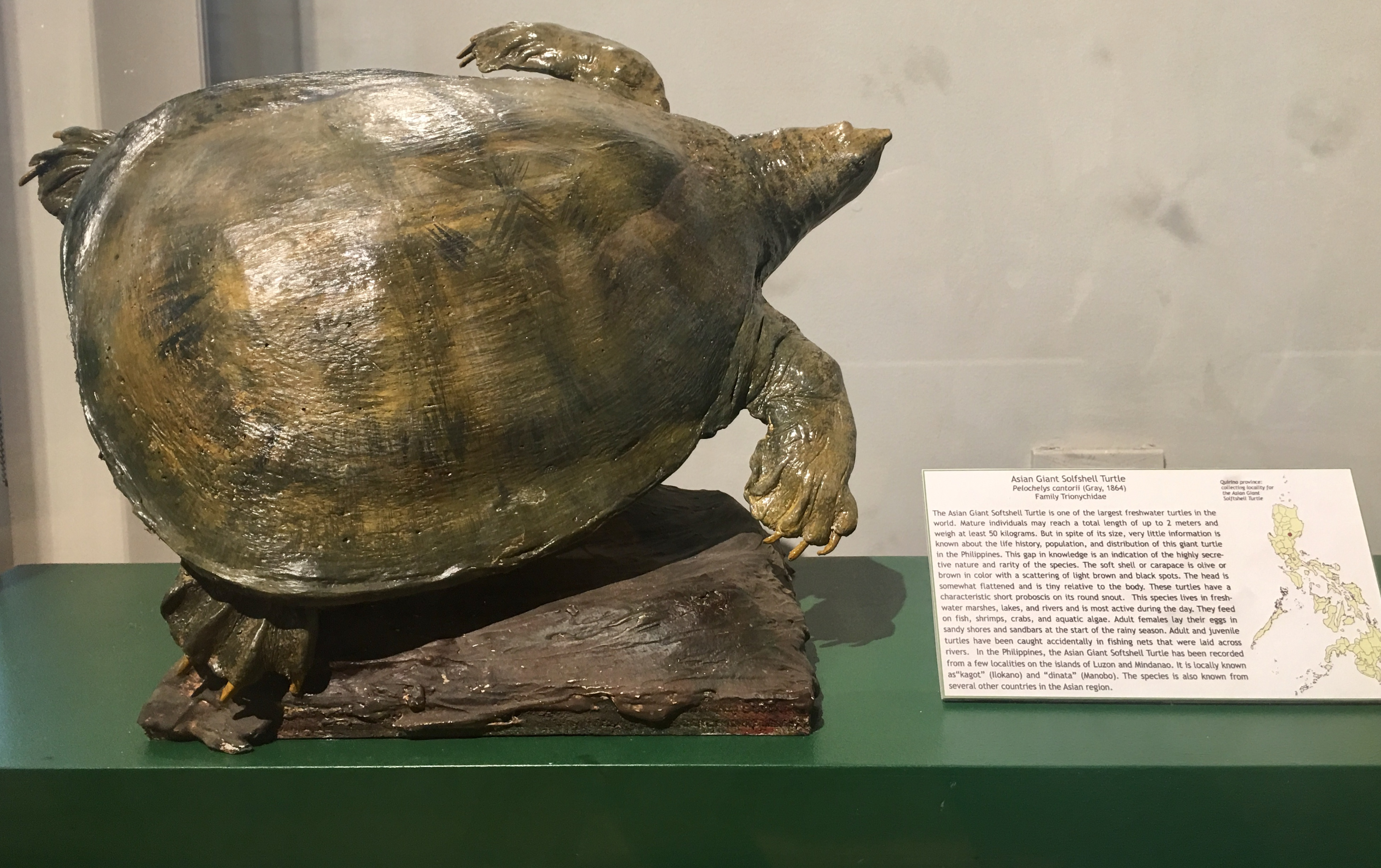
Độn xác ba ba trơn tại Bảo tàng Quốc gia Philippines

Ba ba trơn là loài đặc hữu của Trung Quốc, chúng được tìm thấy ở An Huy, Phúc Kiến, Cam Túc, Quảng Đông, Quảng Tây, Quý Châu, Hải Nam, Hà Bắc, Hà Nam, Hồng Kông, Hồ Bắc, Hồ Nam, Nội Mông (Nei Mongol), Giang Tô, Giang Tây, Các tỉnh Thiểm Tây, Sơn Đông, Sơn Tây, Tứ Xuyên, Vân Nam và Chiết Giang, cũng như Đài Loan.
Các quần thể đặc hữu ở Đông Bắc Trung Quốc, Nga, Hàn Quốc và Nhật Bản trước đây được bao gồm trong loài này, nhưng hiện được coi là riêng biệt với loài rùa mai mềm bắc Trung Quốc (P. maackii). Hơn nữa, các quần thể bản địa hóa ở Quảng Tây và Hồ Nam (nơi cũng có ba ba trơn), cũng như Việt Nam, được công nhận là loài rùa mai mềm Trung Quốc nhỏ (P. parviformis) và rùa mai mềm Trung Quốc (P. axenaria).
Rất khó để xác định phạm vi bản địa chính xác của ba ba trơn do truyền thống lâu đời được sử dụng làm thực phẩm và dược liệu, và lây lan sau đó bởi những người di cư. Bên ngoài Trung Quốc, những con trốn thoát đã được ghi nhận ở nhiều quốc gia và một số trong số này đã trở thành quần thể du nhập. Trong số các địa điểm không phải bản địa ở châu Á là quần đảo Ogasawara, Honshu, Kyushu, quần đảo Nansei và Shikoku ở Nhật Bản; Nam Triều Tiên; Lào; Việt Nam, Thái Lan, Singapore; Bohol, Cebu, Leyte, Luzon, Mindanao, Mindoro và Panay ở Philippines; Đông Malaysia và bán đảo Malaysia; Kalimantan, Sumatra và Tây Timor ở Indonesia; Đông Timor và Iran. Bên ngoài châu Á, các địa điểm bao gồm Pará ở Brazil; Tây Ban Nha và Guam, Quần đảo Bắc Mariana và Oahu (Hawaii) ở Hoa Kỳ.

### Môi trường sống
Ba ba trơn sống ở nước ngọt và nước lợ. Ở Trung Quốc, những con rùa này được tìm thấy ở sông, hồ, ao, kênh và lạch có dòng chảy chậm, và ở Hawaii chúng có thể được tìm thấy trong đầm lầy và rãnh thoát nước.

## Hệ sinh thái và hành vi

### Chế độ ăn
Những con rùa này chủ yếu là loài ăn thịt và xác của cá, động vật giáp xác, động vật thân mềm, côn trùng và hạt của cây đầm lầy đã được tìm thấy trong dạ dày của chúng.

### Cách di chuyển
Với chiếc mõm dài và lỗ mũi giống như ống thở, những con rùa này có thể "lặn với ống thở" ở vùng nước nông. Khi nghỉ ngơi, chúng nằm dưới đáy, vùi trong cát hoặc bùn, ngẩng đầu lên để thở hoặc rình mồi. Thói quen phơi nắng của chúng không được phát triển tốt.
Ba ba trơn thường ngập đầu trong nước. Điều này là do chúng mang gen tạo ra một loại protein cho phép chúng tiết ra urê từ miệng. Sự thích nghi này giúp chúng tồn tại trong môi trường nước lợ bằng cách giúp chúng có thể bài tiết urê mà không cần uống quá nhiều nước mặn. Thay vì loại bỏ urê bằng cách đi tiểu qua ống rảnh như đa số các loài rùa khác, điều này làm mất nước đáng kể, chúng chỉ cần súc miệng trong nước.
Khi bị khiêu khích, một số quần thể có khả năng bài tiết chất dịch có mùi hôi từ các lỗ chân lông ở rìa trước của mai.

### Vòng đời
Những con rùa này đạt đến độ tuổi thành thục sinh dục vào khoảng từ 4 đến 6 tuổi. Chúng giao phối ở bề mặt hoặc dưới nước. Con đực sẽ giữ mai của con cái bằng các chi trước và có thể cắn vào đầu, cổ và chi của con cái. Con cái có thể giữ lại tinh trùng trong gần một năm sau khi giao phối.
Con cái đẻ 8–30 trứng trong một ổ và có thể đẻ từ 2 đến 5 ổ mỗi năm. Trứng được đẻ trong một cái tổ có chiều ngang khoảng 76–102 mm ở lối vào. Trứng có hình cầu và đường kính trung bình khoảng 20 mm. Sau thời gian ấp khoảng 60 ngày, có thể dài hơn hoặc ngắn hơn tùy thuộc vào nhiệt độ, trứng sẽ nở. Chiều dài mai con mới nở trung bình là khoảng 25 mm và chiều rộng cũng khoảng 25 mm. Giới tính của con non không được xác định bởi nhiệt độ ấp.

## Bảo tồn
Các quần thể hoang dã được đánh giá là sắp nguy cấp trong sách đỏ IUCN.

## Mối quan hệ với con người
Ba ba trơn là loài được nuôi phổ biến nhất trong các trại nuôi rùa của Trung Quốc. Theo số liệu thu thập được từ 684 trại nuôi rùa của Trung Quốc, họ đã bán hơn 91 triệu con rùa của loài này mỗi năm; xem xét rằng các trang trại này đại diện cho ít hơn một nửa trong số 1.499 trang trại nuôi rùa đã được đăng ký ở Trung Quốc, tổng số trên toàn quốc có thể cao hơn gấp đôi. Những con rùa này được coi là một món ăn ngon ở nhiều nơi ở châu Á. Món súp rùa được làm từ loài này. Ở Nhật Bản, chúng có thể được hầm với mì hōtō và được phục vụ như một món ngon mùa đông. Nhiều người Hàn Quốc, thậm chí ngày nay, nói chung có một điều cấm kỵ đối với việc ăn thịt rùa có nguồn gốc từ Shaman giáo Hàn Quốc.
Những con rùa này có thể bị thương nếu bị rơi hoặc va đập, và rất dễ bị nấm mai. Ở châu Âu, chúng là một vật nuôi phổ biến, đặc biệt là ở các nước như Ý và Cộng hòa Séc. Những con sống trong điều kiện nuôi nhốt sẽ ăn cá tươi và cá đóng hộp, thức ăn cho chó đóng hộp, thịt bò sống, chuột, ếch và gà. Tuy nhiên, trong điều kiện nuôi nhốt, chúng thường không ăn thức ăn của rùa. Chúng có thể cắn rất đau nếu bị khiêu khích, nhưng thường sẽ bỏ ra sau một lúc.

## Danh pháp đồng nghĩa
Nhiều danh pháp đồng nghĩa đã được dùng cho loài này:
- Testudo rostrata Thunberg, 1787 (nomen suppressum)
- Testudo striata Suckow, 1798
- Testudo semimembranacea Hermann, 1804 (nomen suppressum et rejectum)
- Emydes rostrata – Brongniart, 1805
- Trionyx (Aspidonectes) sinensis Wiegmann, 1834 (nomen conservandum)
- Trionyx japonicus – Temminck & Schlegel, 1835
- Trionyx tuberculatus Cantor, 1842
- Pelodiscus sinensis – Fitzinger, 1843
- Tyrse perocellata Gray, 1844
- Trionyx perocellatus – Gray, 1856
- Trionyx schlegelii Brandt, 1857
- Potamochelys perocellatus – Gray, 1864
- Potamochelys tuberculatus – Gray, 1864
- Landemania irrorata Gray, 1869
- Landemania perocellata – Gray, 1869
- Trionyx peroculatus Günther, 1869 (ex errore)
- Gymnopus perocellatus – David, 1872
- Gymnopus simonii David, 1875 (nomen nudum)
- Ceramopelta latirostris Heude, 1880
- Cinctisternum bicinctum Heude, 1880
- Coelognathus novemcostatus Heude, 1880
- Coptopelta septemcostata Heude, 1880
- Gomphopelta officinae Heude, 1880
- Psilognathus laevis Heude, 1880
- Temnognathus mordax Heude, 1880
- Trionyx sinensis newtoni Bethencourt-Ferreira, 1897
- Tortisternum novemcostatum Heude, 1880
- Temnognanthus mordax – Boulenger, 1889
- Tyrse sinensis – Hay, 1904
- Amyda japonica – Stejneger, 1907
- Amyda schlegelii – Stejneger, 1907
- Amyda sinensis – Stejneger, 1907
- Amyda tuberculata – Schmidt, 1927
- Trionyx sinensis sinensis – Smith, 1931
- Trionyx sinensis tuberculatus – Smith, 1931
- Amyda schlegelii haseri Pavlov, 1932
- Amyda schlegelii licenti Pavlov, 1932
- Amyda sinensis sinensis – Mertens, Müller & Rust, 1934
- Amyda sinensis tuberculata – Mertens, Müller & Rust, 1934
- Trionyx schlegeli Chkhikvadze, 1987 (ex errore)
- Trionix sinensis – Richard, 1999
- Pelodiscus sinensis sinensis – Ferri, 2002
- Pelodiscus sinensis tuberculatus – Ferri, 2002
- Pelodiscus sinensis japonicus – Joseph-Ouni, 2004

## Di truyền học
Bộ gen của Pelodiscus sinensis đã được giải trình tự vào năm 2013 để kiểm tra sự phát triển và tiến hóa của cấu trúc cơ thể loài rùa mai mềm này.